# Parafia św. Brata Alberta Chmielowskiego w Chełchach
Parafia  św. Brata Alberta Chmielowskiego w Chełchach – parafia rzymskokatolicka, znajdująca się w diecezji ełckiej, w dekanat Ełk – Miłosierdzia Bożego.